# TV Westsachsen
TV Westsachsen oder kurz TV-W ist ein privater, regionaler Fernsehsender für den Landkreis Zwickau. Sein Sitz ist im Gebäude der „Alten Münze“ am Zwickauer Hauptmarkt. Es wird ein Lokales TV-Informationsprogramm mit unterschiedlichen Themenbeiträgen aus dem Landkreis Zwickau ausgestrahlt. Der Sender selbst bezieht seine Eigenbezeichnung als „Vollprogramm“ auf den 24-Stunden-Sendebetrieb. Seit 2004 sendet TV Westsachsen (vormals als TeleVision Zwickau) mit „Tag Aktuell“ täglich ein aktuelles Abendmagazin. Die Sendung wird von Kim Wutzler und Matthias König moderiert. Die beiden ursprünglichen Moderatoren Udo Rupkalwis und Carsten Riedel haben das Unternehmen verlassen.
Zu empfangen ist dieses Programm über DVB-T im Landkreis Zwickau auf Kanal 34 (Sender Salutstraße) – Ende 2018,  in den Kabelnetzen von Pÿur, Vodafone Kabel Deutschland in dem Landkreis, im Netz der OstTelCom in Werdau und bei vielen privaten Kabelanbietern in der Region sowie bei Telekom Entertain Deutschlandweit. Außerdem gibt es im Internet einen YouTube-Kanal und einen Live Stream.